# Fusibles en automoción

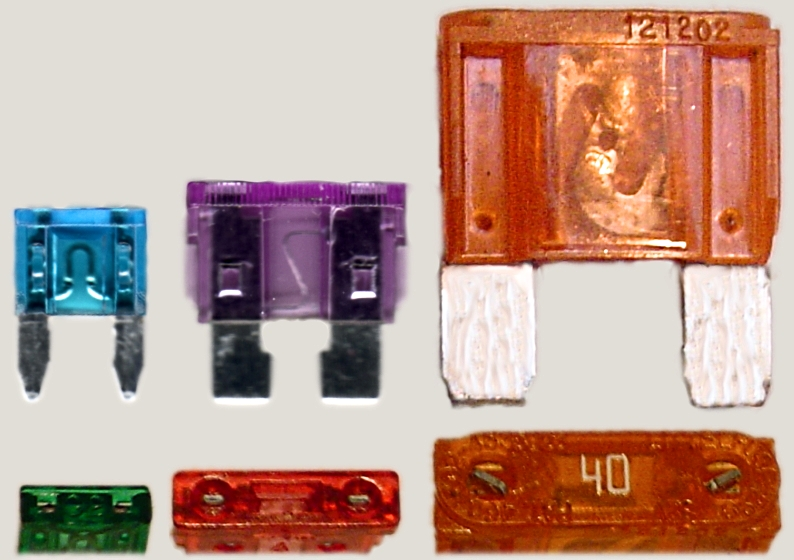
Fusibles de automoción.

Fusibles "enchufables", de cuatro formatos distintos: perfil bajo mini, mini, normal y maxi.

Los fusibles de automoción son una clase de fusible usado para proteger el cableado y el equipamiento eléctrico de un vehículo. Normalmente, están tasados para circuitos de un máximo de 24 V en corriente continua, pero algunos tipos están tasados para circuitos de hasta 42 voltios. Se usan a veces en productos eléctricos que no tienen que ver con los automóviles. 

## Fusibles de Cuchilla o Fusibles de Uña
Los fusibles de cuchilla o Fusibles de uña, tienen un cuerpo de plástico aislante y dos conectores metálicos que encajan en los contactos, y se usan mayoritariamente en automóviles.  
Estos fusibles tienen seis posibles formatos diferentes: 
- Micro2 (APT o ATR),
- Micro3 (ATL),
- Mini (ATM o APM). Los fusibles mini fueron desarrollado en los años 1990.
- Mini de perfil bajo (APS o ATT),
- Normal. Fueron desarrollados en 1976 como ATO por Littelfuse[1] para circuitos de muy baja tensión en vehículos a motor. Bussmann fabrica el ATC[2] que también cumple con las mismas normas ISO 8820-3 y SAE J1284. OptiFuse, un nuevo fabricante, produce fusibles normales (APR / ATC / ATO)  que cumplen las mismas normas.[3]
- Maxi (APX).

Estos fusibles fueron desarrollados en 1976 para circuitos de muy baja tensión. 
Pueden alojarse en bloques de fusibles, alojamientos de fusibles en línea o encajados en piezas especialmente diseñadas a tal efecto.
Según tamaños y denominación:
| Tipo             | Otros identificadores | Dimensiones L x An x Al | Amperajes disponibles                                       |
| ---------------- | --------------------- | ----------------------- | ----------------------------------------------------------- |
| Micro2           | APT, ATR              | 9.1 × 3.8 × 15.3 mm     | 5A, 7.5A, 10A, 15A, 20A, 25A, 30A                           |
| Micro3           | ATL                   | 14.4 × 4.2 × 18.1 mm    | 5A, 7.5A, 10A, 15A                                          |
| Mini             | APM, ATM              | 10.9 x 3.6 x 16.3 mm    | 2A, 3A, 4A, 5A, 7.5A, 10A, 15A, 20A, 25A, 30A               |
| Mini Perfil Bajo | APS, ATT              | 10.9 x 3.81 x 8.73 mm   | 2A, 3A, 4A, 5A, 7.5A, 10A, 15A, 20A, 25A, 30A               |
| Normal           | APR, ATC, ATO, ATS    | 19.1 x 5.1 x 18.5 mm    | 1A, 2A, 3A, 4A, 5A, 7.5A, 10A, 15A, 20A, 25A, 30A, 35A, 40A |
| Maxi             | APX                   | 29.2 x 8.5 x 34.3 mm    | 20A, 30A, 40A, 50A, 60A, 70A, 80A, 100A                     |

Es posible sustituir un fusible de esta clase con un disyuntor diseñado para poder alojarse en el soporte de un fusible, pero tan sólo protegen frente a sobrecargas.

### Código de color
Utilizan un sistema de colores estandarizado. Los micro2 (APT / ATR), micro3 (ATL), mini (ATM / APM) y normales (ATO / ATC / APR / ATS) utilizan el mismo código, pero los maxi (APX) usan uno distinto.
| Color          | Amperaje |
| -------------- | -------- |
| Azul oscuro*   | 0.5      |
| Negro*         | 1        |
| Gris           | 2        |
| Violeta        | 3        |
| Rosa           | 4        |
| Naranja        | 5        |
| Marrón         | 7.5      |
| Rojo           | 10       |
| Azul           | 15       |
| Amarillo       | 20       |
| Transparente   | 25       |
| Verde          | 30       |
| Verde azulado* | 35       |
| Ámbar*         | 40       |

* = Sólo en tamaño normal
Códigos Maxi:
| Color        | Amperaje |
| ------------ | -------- |
| Amarillo     | 20       |
| Gris         | 25       |
| Verde        | 30       |
| Marrón       | 35       |
| Naranja      | 40       |
| Rojo         | 50       |
| Azul         | 60       |
| Beige        | 70       |
| Transparente | 80       |
| Púrpura      | 100      |

## Tipo Bosch

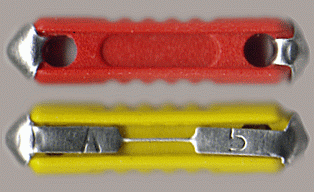
Fusible Bosch, usado en coches antiguos.

Los fusibles de tipo Bosch, también conocidos como torpedo, se usan normalmente en coches antiguos europeos. Sus dimensiones son de 6x25 mm con terminales cónicos. Los fusibles tipo Bosch usan el mismo código de color para los amperajes dados. La norma DIN es 72581/1.
| Color    | Amperaje |
| -------- | -------- |
| Amarillo | 5A       |
| Blanco   | 8A       |
| Verde    | 10A      |
| Rojo     | 16A      |
| Azul     | 25A      |
| Gris     | 40A      |

## Tipo Lucas
Los fusibles de tipo Lucas se usan en automóviles antiguos de fabricación británica. Su longitud varía entre 1 y 1,25 pulgadas, con terminales cónicos. Estos fusibles normalmente siguen también un esquema de colores. Tienen tres características de medición: el amperaje para el que está diseñado, el amperaje para el cual se funde instantáneamente y el amperaje para el cual se funde tras un uso prolongado. El número encontrado escrito en ellos se refiere al último término, que viene a ser el doble de lo que el sistema debería soportar; esto es un problema a la hora de sustituir estos fusibles por otros de concepción moderna.
| Color                  | Amperaje continuo | Amperaje instantáneo de fusión | Amperaje continuo de fusión |
| ---------------------- | ----------------- | ------------------------------ | --------------------------- |
| Azul                   | 1.5A              | 3.5A                           | 3A                          |
| Amarillo               | 2.25A             | 5A                             | 4.5A                        |
| Rojo sobre amarillo    | 2.5A              | 6A                             | 5A                          |
| Verde                  | 3A                | 7A                             | 6A                          |
| Marrón oscuro          | 4A                | 10A                            | 8A                          |
| Rojo sobre verde       | 5A                | 12A                            | 10A                         |
| Verde sobre blanco     | 5A                | 12A                            | 10A                         |
| Rojo sobre marrón      | 6A                | 14A                            | 12A                         |
| Marrón claro           | 7.5A              | 18A                            | 15A                         |
| Rosa                   | 12.5A             | 30A                            | 25A                         |
| Blanco                 | 17.5A             | 40A                            | 35A                         |
| Púrpura sobre amarillo | 25A               | 60A                            | 50A                         |
| Amarillo sobre rojo    | 30A               | 75A                            | 60A                         |

## Fusibles SAE de cristal
Los automóviles norteamericanos fabricados hasta 1981 tienen sistemas eléctricos protegidos por fusibles de cristal tasados a 32 voltios, y entre 4 y 30 amperes. Sus dimensiones y características han sido estandarizados por la Society of Automotive Engineers, y su norma J554. Todos estos fusibles miden 1/4 pulgadas de diámetro, y su longitud varía según su (amperaje). Un fusible de 4 A mide 5/8 pulgadas de largo, los de 20 A tienen 1 1/4 pulgadas de longitud, y los de 30 A alcanzan las 1 7/16 pulgadas.

## Fusibles limitadores
Los fusibles limitadores consisten en una tira metálica anclada, para corrientes superiores a 40 amperes. Frecuentemente, estos fusibles se usan en las inmediaciones de la batería. También se usan en vehículos eléctricos como en carretillas elevadoras. Dado que requieren el uso de herramientas para su sustitución, oficialmente no se consideran como componentes mantenibles por su usuario final.